# Bob Skoronski
(en) Statistiques sur pro-football-reference
Robert Francis Skoronski, né le 5 mars 1934 à Ansonia dans le Connecticut et mort le 30 octobre 2018 à Fitchburg au Wisconsin, est un ancien joueur américain de football américain ayant évolué comme offensive tackle pour les Packers de Green Bay entre 1956 et 1968. Sélectionné au 56e rang de la draft 1956 de la NFL par les Packers, il se positionne à gauche de la ligne offensive des Packers. Après une interruption de deux ans pour faire son service militaire, Skoronski revient en 1959 sous le nouvel entraîneur Vince Lombardi. Il est le tackle gauche titulaire de l'équipe et le capitaine offensive de l'équipe lors de cinq titres de champions de NFL et remporte les deux premiers Super Bowls. Il est sélectionné au Pro Bowl en 1966. En juin 1969, il prend sa retraite après sa onzième saison dans la ligue.